# WASP-7
WASP-7 és una estrella de tipus F situada a uns 456 anys llum en la constel·lació del Microscopi. Aquesta estrella és una mica més grossa i un 28% més massiva que el Sol i també és més brillant i calenta. En tenir una magnitud aparent de 9 no pot ser vista a ull nu, però si mitjançant un petit telescopi.

## Sistema planetari
El projecte SuperWASP va anunciar el 2008 el descobriment del planeta extrasolar, WASP-7b, orbitant l'estrella. Aparenta ser un altre Júpiter ardent.
| Company (en ordre des de l'estrella) | Massa              | Semieix major (ua)    | Període orbital (days)    | Excentricitat |
| ------------------------------------ | ------------------ | --------------------- | ------------------------- | ------------- |
| WASP-7b                              | 0.96 −0.18+0.12 MJ | 0.0618 −0.0033+0.0014 | 4.954658 −4.3e-05+5.5e-05 | 0             |